# Suwerenność gospodarcza
Suwerenność monetarna – daje prawo władzy ustawodawczej do określania celów banku centralnego, instrumentów jego polityki oraz sposobu usytuowania władzy monetarnej w strukturze organów władzy państwowej. Suwerenność monetarna ograniczona jest doskonałą mobilnością kapitału. W przypadku, gdy stopy procentowe są dostosowane, w celu utrzymania stałego kursu walutowego, to nie można ich w równoległym czasie wykorzystywać niezależnie w celu wywołania zmian w gospodarce krajowej. Jedynym narzędziem do użycia przez państwo stóp procentowych do osiągania celów wewnętrznych jest system płynnego kursu walutowego, pod warunkiem, że zaakceptuje on poziom kursu walutowego ustalonego wówczas na rynku.